# Godwin Obasogie
Pour les articles homonymes, voir Obasogie.
Godwin Obasogie (né le 25 janvier 1954) est un athlète nigérian, spécialiste du 110 mètres haies. 

## Biographie
Il remporte la médaille d'or du 110 m haies lors des premiers championnats d'Afrique, en 1979 à Dakar, dans le temps de 13 s 76.

### Palmarès
| Date | Compétition            | Lieu  | Résultat | Épreuve     | Performance |
| ---- | ---------------------- | ----- | -------- | ----------- | ----------- |
| 1979 | Championnats d'Afrique | Dakar | 1er      | 110 m haies | 13 s 76     |

### Records
| Épreuve     | Performance | Lieu   | Date         |
| ----------- | ----------- | ------ | ------------ |
| 110 m haies | 13 s 69     | Austin | 3 avril 1976 |